# Gevlekte pissebedvlieg
Gevlekte pissebedvlieg (Paykullia maculata) is een vliegensoort uit de familie van de afvalvliegen (Heleomyzidae). De wetenschappelijke naam van de soort is voor het eerst geldig gepubliceerd in 1815 door Fallen.